# Denis Potoma
Denis Potoma (Svidník, 15 de febrero de 2000) es un futbolista eslovaco. Juega de centrocampista y su equipo es el 1. F. C. Tatran Prešov de la 2. liga.

## Trayectoria
Potoma se unió al equipo juvenil del Slovan Bratislava en 2014,  procedente del Tesla Stropkov , primero fue una cesión que luego se convirtió en un fichaje. 
Hizo su debut con el primer equipo del Slovan Bratislava en el último partido de la temporada 2018-19 de la Superliga de Eslovaquia, el 24 de mayo de 2019 contra el ŠKF Sereď en el estadio Tehelné Pole (victoria por 3: 1). Sustituyó a Aleksandar Cavric en el minuto 86 del partido. Tanto Potoma como el Slovan Bratislava se convirtieron en campeones después del partido.

### Sered
El 12 de febrero de 2020, el Slovan Bratislava anunció que Potoma se marchaba cedido al ŠKF Sereď , con el objetivo de obtener experiencia en liga y regresar al Slovan para la próxima temporada.

## Clubes
| Club                    | País       | Año       |
| ----------------------- | ---------- | --------- |
| Š. K. Slovan Bratislava | Eslovaquia | 2019-2021 |
| ŠKF Sereď (cedido)      | Eslovaquia | 2020      |
| ŠKF Sereď               | Eslovaquia | 2021-2022 |
| MFK Skalica             | Eslovaquia | 2022-2023 |
| Sandecja Nowy Sącz      | Polonia    | 2023-2024 |
| 1. F. C. Tatran Prešov  | Eslovaquia | 2024-     |

## Palmarés

### Títulos nacionales
| Título                  | Club                    | País       | Año  |
| ----------------------- | ----------------------- | ---------- | ---- |
| Superliga de Eslovaquia | Š. K. Slovan Bratislava | Eslovaquia | 2019 |